# Marjorie Alan
Marjorie Alan, pseudonyme de Doris Marjorie Bumpus, née le 22 juin 1905 à Biggleswade, dans le Bedfordshire, et morte le 25 mai 1968, est une auteure britannique de roman policier.

## Biographie
Elle amorce sa courte carrière littéraire en publiant sous son nom un premier roman policier Pattern in Beads (1944). Elle adopte ensuite le pseudonyme de Marjorie Alan pour faire paraître, entre 1945 et 1956, huit titres appartenant tous au Si J’Avais Su (Had I but known (en)), sous-genre du roman policier où une héroïne est au centre d’une  intrigue criminelle mâtinée d'histoire d'amour.
Elle a également signé une longue nouvelle, Le Portrait d’Eleanor, parue en 1947 dans le Ellery Queen's Mystery Magazine, et traduite en France dans le Mystère magazine no 18 de juillet 1949. 
Sous le masque est une traduction de Masked Murder (1945), et non de Sweet Night for Murder, comme le prétend par erreur l’édition parue dans la collection Le Masque en 1951. Par ailleurs, à Bruxelles, la Société des Éditions périodiques a fait paraître Étranglée à 16h sous la signature Marjorie Alan, dans une édition bon marché qui ne précise pas le titre du roman original.

## Œuvre

### Romans policiers
- Masked Murder ou Dark Prophecy (É.-U.) (1945) Publié en français sous le titre Sous le masque, Paris, Librairie des Champs-Élysées, coll. « Le Masque » no 396, 1951 ; réédition, Paris, Librairie des Champs-Élysées, coll. « Club des Masques » no 241, 1975
- Murder in November ou Rue the Day (É.-U.) (1946)
- Murder Next Door (1950)
- The Ivory Locket (1951)
- Murder ay Puck’s Cottage (1951)
- Dark Legacy (1953)
- Murder Looks Back (1955)
- Murder in a Maze (1956)

#### Roman policier signé Doris Marjorie Bumpus
- Pattern in Beads (1944)

### Nouvelle
- Portrait of Eleanor (1947) Publié en français sous le titre Le Portrait d’Eleanor, Paris, Opta, Mystère magazine no 18, juillet 1949

## Sources
- Jacques Baudou et Jean-Jacques Schleret, Le Vrai Visage du Masque, vol. 1, Paris, Futuropolis, 1984, 476 p. (OCLC 311506692), p. 26.